# Ді-Смет (Айдахо)
Ді-Смет (англ. De Smet) — переписна місцевість (CDP) в окрузі Бенева штату Айдахо США. Населення — 145 осіб (2020).

## Географія
Ді-Смет розташоване за координатами 47°8′28″ пн. ш. 116°54′41″ зх. д. / 47.14111° пн. ш. 116.91139° зх. д. (47.141020, -116.911366).  За даними Бюро перепису населення США в 2010 році переписна місцевість мала площу 2,48 км², уся площа — суходіл.

## Демографія
Згідно з переписом 2010 року, у переписній місцевості мешкало 175 осіб у 54 домогосподарствах у складі 39 родин. Густота населення становила 71 особа/км².  Було 59 помешкань (24/км²).
Расовий склад населення:
| - 70,9 % — корінних американців - 8,0 % — білих - 0,0 % — осіб інших рас |

До двох чи більше рас належало 21,1 %. Частка іспаномовних становила 4,0 % від усіх жителів.
За віковим діапазоном населення розподілялося таким чином: 34,9 % — особи молодші 18 років, 54,8 % — особи у віці 18—64 років, 10,3 % — особи у віці 65 років та старші. Медіана віку мешканця становила 27,8 року. На 100 осіб жіночої статі у переписній місцевості припадало 96,6 чоловіків;  на 100 жінок у віці від 18 років та старших — 103,6 чоловіків також старших 18 років.
Середній дохід на одне домашнє господарство  становив 30 458 доларів США (медіана — 31 000), а середній дохід на одну сім'ю — 35 133 долари (медіана — 32 813). За межею бідності перебувало 49,4 % осіб, у тому числі 64,7 % дітей у віці до 18 років та 0,0 % осіб у віці 65 років та старших.
Цивільне працевлаштоване населення становило 46 осіб. Основні галузі зайнятості: мистецтво, розваги та відпочинок — 26,1 %, виробництво — 19,6 %, публічна адміністрація — 17,4 %.